# 6029 Едітранд
6029 Едітранд (6029 Edithrand) — астероїд головного поясу, відкритий 14 січня 1948 року.
Тіссеранів параметр щодо Юпітера — 3,806.